# 安奈利 (电影)
《安奈利》（德語：Annelie）是一部於1941年上映的德國愛情劇情片。該片由約瑟夫·馮·巴基，並改編自沃爾特·里克以個人生活創作的同名舞台劇劇本。電影由露薏絲·烏瑞琪主演。

## 外部鏈接
- 互联网电影数据库（IMDb）上《安奈利》的资料（英文）